# Eldred Savoie
Pour les articles homonymes, voir Savoie (homonymie) et Eldred.
Eldred Savoie est un journaliste politique canadien.

## Biographie
Eldred Savoie est né en 1948 à Losier Settlement (Pont-Landry), au Nouveau-Brunswick.
Il a obtenu un baccalauréat ès arts en sciences politiques et économie au Collège Sacré-Cœur de Bathurst en 1971. À l'été 1971, il travaille à Radio-Canada à Moncton en tant que remplaçant. Il s'inscrit ensuite à l'Institut d'Études Politiques de Grenoble, où il étudie les sciences politiques, l'économie et la sociologie. Il retourne à Radio-Canada à l'été 1972 en tant que journaliste. La bourse Louis-St-Laurent en droit et journalisme lui est offerte par l'Association du Barreau canadien en 1977-1978, ce qui lui permet d'étudier le droit à l'Université Laval. Après ses études, il passe une saison à l'émission Profil, une revue des affaires publiques. 
Le 20 août 1979, il devient correspondant à l'Assemblée législative du Nouveau-Brunswick pour la radio et la télévision de Radio-Canada. Durant deux décennies, il couvre les mandats des progressistes-conservateurs de Richard Hatfield et des libéraux de Frank McKenna, de Raymond Frenette et de Camille Thériault. En tant que président de la Tribune de la presse parlementaire de 1982 à 1984, il s'est assuré de rendre bilingue la constitution de la Tribune conformément à la Loi sur les langues officielles du Nouveau‑Brunswick.
En 1995, Eldred Savoie devient réalisateur du nouveau Réseau de l'information (RDI) à Fredericton. Il reprend en 1997 son poste de correspondant jusqu'au 20 août 2001.  Il est nommé membre honoraire et membre à vie de la Tribune de la presse parlementaire. Entre 2001 et 2006, il est journaliste de RDI à Moncton.
Il est opéré en 2006 pour une tumeur au cerveau. Eldred Savoie est aujourd'hui à la retraite.
Eldred Savoie a travaillé pour la fondation des sections franco-manitobaine, franco-ontarienne et acadienne de l'Union internationale de la presse francophone (UPF) depuis 1978. Il siégea au comité exécutif de la section acadienne. En tant que président de 1998 à 2002 Il a été vice-président international de l'UPF travaillant pour faire venir à Moncton les Assises de l'Union.

## Distinctions
- Ordre du Nouveau-Brunswick, 2008, pour sa contribution à la vie démocratique du Nouveau-Brunswick et au journalisme national et international[2].
- Médaille Léger-Comeau, 2009[3].

Prix d'excellence Eldred Savoie en journalisme au Nouveau-Brunswick